# 969 Leocadia
969 Leocadia eller 1921 KZ är en asteroid i huvudbältet, som upptäcktes 5 november 1921 av den sovjetiske astronomen Sergej Beljavskij vid Simeizobservatoriet på Krim.
Asteroiden har en diameter på ungefär 17 kilometer.